# 北京卫视
北京卫视是北京广播电视台旗下的综合卫星频道。前身是北京电视台第一套节目，1979年开播，2005年启用此频道名。

## 简介
1979年，北京电视台（不是1958年的北京电视台，为北京市属电视台）开播。
20世纪80年代以后，开始启用“北京电视台第一套节目”的呼号。
1993年1月1日起，北京电视台第一套节目开始启用以北京电视台老标识作为基础的台标，地球和三颗卫星上有红色的“BTV-1”，使用到2005年。在1998年以前，北京电视台第一套节目基本上只对北京市及其周边地区广播。
1998年1月1日开始通过卫星转播传输，上星宣传片的呼号为北京电视台卫星频道，1999年实现全天24小时播出，是广电总局首家面向全国范围政策无偿落地的频道。2001年，随着北京电视台与北京有线电视台合并，该频道的宣传片呼号改为北京电视台第一套节目综合频道，2004年1月1日更名为北京卫视，2005年10月26日台标由“BTV-1”改为“BTV-北京”。
2009年1月1日起，北京电视台统一启用新台标。1993年使用的老标识随之退出电视荧幕，取而代之的是统一的红色加透明方框台标，文字仍为“BTV-北京”。
2009年4月1日，北京卫视正式迁至北京电视中心制播。2009年9月28日，北京电视台启动高清频道播放，观众可以通过高清机顶盒或高清交互机顶盒看到该频道的高清信号。2010年北京卫视实现高、标清频道同步播出。2011年12月31日，该频道台标再次改为“BTV-北京卫视”。2017年3月22日，北京卫视标清频道节目画面实现16:9播出。
2017年10月1日，为贯彻落实《中华人民共和国国歌法》相关规定，北京卫视会在国庆节、国际劳动节等重要的国家法定节日、纪念日期间须在上午10点整播放国歌，国歌片带与央视播放版本一致。
2021年9月23日早上，北京广播电视台全台正式启用“BRTV”新台标。同日凌晨，随北京广播电视台台标更换，北京卫视在当日北京时间凌晨的检修时段更换了台标，左上悬挂的台标从“BTV-北京卫视”变更为“BRTV-北京卫视”。
2025年3月28日6:00，北京卫视4K超高清频道开始试播，后于4月22日宣布正式开播，成为中国内地第一家上星播出的超高清画质地方综合卫视频道。4K版北京卫视节目与高清、标清版同步，但使用了与后两者不同的台标。

## 节目
- 《北京您早》（北京电视台新闻频道同播）
- 《特别关注》（北京电视台新闻频道同播）
- 《北京新闻》（北京电视台新闻频道同播）
- 《首都晚间报道》（北京电视台新闻频道同播）
- 《午茶剧场》
- 《品质剧场》
- 《红星剧场》
- 《法治进行时》（北京电视台科教频道节目，该频道仅为重播）
- 《暖暖的味道》
- 《养生堂》
- 《这里是北京》（北京电视台新闻频道节目，已停播）
- 《档案》
- 《身边》
- 《大戏看北京》
- 《向前一步》（周播）
- 《为你喝彩》（周播）
- 《专精特新研究院》（季播）
- 《大使的宝藏家宴》（季播）
- 《上新了故宫》（季播）
- 《我是大医生》（季播）
- 《生命缘》（季播）
- 《我是演说家》（季播）
- 《音樂大師課》（季播）
- 《传承者》（季播）
- 《跨界歌王》（季播）
- 《苗阜秀》（季播）
- 《跨界喜剧王》（季播）
- 《暖暖的新家》（季播）
- 《好人故事》（已停播）
- 《天下收藏》（已停播）
- 《最美和声》（季播，已停播）
- 《汉风秋月2018中秋晚会》（中秋晚会节目，與东方卫视、陕西卫视、凤凰卫视联手制作）
- 《声音的抉择》（季播）
- 《中歌会》（已停播）

## 收視率
| 年份 | 全天收视率（4岁以上人群） | 市場份額 | 省級衛視排名 | 上星频道排名（含央视） | 來源  |
| ---- | ------------------------- | -------- | ------------ | ---------------------- | ----- |
| 2006 | 0.159                     | 1.227    | 3            | 13                     | CSM35 |
| 2007 | 0.14                      | 1.10     | 6            |                        | CSM35 |
| 2008 |                           |          |              |                        |       |
| 2009 | 0.19                      | 1.45     | 4            |                        | CSM23 |
| 2010 | 0.161                     | 1.263    | 4            |                        | CSM34 |
| 2011 | 0.214                     | 1.735    | 5            |                        | CSM39 |
| 2012 | 0.193                     | 1.534    | 8            |                        | CSM44 |
| 2013 | 0.205                     | 1.675    | 5            |                        | CSM46 |
| 2014 | 0.227                     | 1.907    | 4            |                        | CSM50 |
| 2015 | 0.227                     | 1.974    | 4            | 11                     | CSM50 |
| 2016 | 0.223                     | 1.988    | 5            |                        | CSM52 |
| 2017 | 0.200                     | 1.982    | 5            | 11                     | CSM52 |
| 2018 | 0.223                     | 2.406    | 1            |                        | CSM52 |
| 2019 | 0.204                     | 2.307    | 5            | 10                     | CSM55 |
| 2020 | 0.29                      | 2.55     | 5            |                        | CSM59 |
| 2021 | 0.29                      | 2.88     | 5            |                        | CSM63 |
| 2022 | 0.138                     | 1.776    | 5            | 11                     | CSM63 |